# 厩牧令
厩牧令（くもくりょう）は、令の篇目の1つ。養老令では第23番目に位置している。
官の家畜に関する規定が中心で、28条からなる。唐の同名の令を継承しているが、象や駱駝に関する規定は除外されている。官の牛馬の飼育、牧の管理のための牧長・牧帳・牧子の採用、軍馬・駅馬・伝馬の設置と管理などを規定している。とりわけ馬は交通の手段や軍用として貴重であったため、これを管理するという目的があった。